# Gerät zur Dezentralen Anrufweiterschaltung
Das Gerät zur Dezentralen Anrufweiterschaltung (GEDAN) war eine Zusatzeinrichtung im Vermittlungssystem des ehemaligen analogen Telefonnetzes der Deutschen Bundespost. Es ermöglichte jedem Fernsprechteilnehmer, dass für ihn ankommende Anrufe automatisch zu einem von ihm vorbestimmten anderen Telefonanschluss weitergeschaltet werden. GEDAN war die erste Realisierung im deutschen Telefonnetz des heute üblichen Leistungsmerkmals Anrufweiterschaltung sofort (CFU).

## Geschichte
Nach einem Feldversuch mit dem Vorläufer CADI (Call Diverter, „Anrufumleiter“) wurde GEDAN 1983 bundesweit eingeführt. Ende 1984 erfolgte eine Umrüstung zur Version „GEDAN 2“, mit neuen Leistungsmerkmalen und Verbesserungen, bei denen auf Einwände von Teilnehmern eingegangen wurde. 1983 begann die Entwicklung von „GEDAN 3“. Es folgte noch eine Version „GEDAN 4“.

## Funktionsweise

Blockschaltbild

Aufgabe des GEDAN war die Weiterschaltung eines Anrufes auf einen beliebigen anderen Telefonanschluss als den vom Anrufer angewählten Telefonanschluss. GEDAN musste vom Kunden, der eine Anrufweiterschaltung nutzen wollte zusätzlich beauftragt und bezahlt werden. Der GEDAN-Kunde erhielt zusätzlich zu seiner eigentlichen Rufnummer (in der Abbildung die „1. Amtsleitung“) eine weitere Amtsleitung deren Rufnummer verdeckt war (in der Abbildung die „2. Amtsleitung“). Das GEDAN war in der Ortsvermittlungsstelle installiert. Beim GEDAN-Kunden war in der Grundausstattung der herkömmliche analoge Telefonanschluss mit einem speziellen Telefon vorhanden.
Die Weiterschaltung war entweder dauerhaft eingerichtet oder konnte vom GEDAN-Kunden nach Bedarf aktiviert bzw. deaktiviert werden. Bei aktivierter Weiterschaltung (in der Abbildung dargestellte Situation) wurden sämtliche ankommenden Anrufe zum Umleitungsziel weitergeleitet, das Telefon des GEDAN-Kunden klingelte nicht. Der Anrufer hörte zunächst eine Ansage, dass sein Anruf weitergeleitet wird: Guten Tag, hier Anrufweiterschalter. Ihr Anruf wird weitergeschaltet. Dem Anrufer entstanden bei der Anrufweiterleitung keine zusätzlichen Kosten. Die Verbindungsgebühren, die für die Verbindung vom GEDAN zum Umleitungsziel entstanden, trug der GEDAN-Kunde. Der GEDAN-Kunde konnte bei aktivierter Anrufweiterschaltung weiterhin abgehend telefonieren, sofern nicht gerade ein weitergeleitetes Telefongespräch stattfand. Hat der GEDAN-Kunde während der Dauer eines Umleitungsgespräches den Hörer abgehoben, erhielt er eine entsprechende Ansage. Bei deaktivierter Weiterschaltung konnte der GEDAN-Kunde seinen Telefonanschluss normal benutzen.

## Betriebsarten
Die Ausführung der Anrufweiterschaltung war in verschiedenen Betriebsarten verfügbar:
- Feste Umleitung, immer aktiv (Betriebsart 1): Der GEDAN-Kunde hatte zwar eine Rufnummer, benötigte jedoch keinen Telefonanschluss und damit auch kein Telefon. Wurde die Rufnummer angerufen, wurde immer das programmierte Umleitungsziel erreicht.
- Feste Umleitung, individuell aktiviert (Betriebsart 2): Der GEDAN-Kunde hatte eine Rufnummer und einen Telefonanschluss mit speziellem Telefonapparat. Das Umleitungsziel war zwar programmiert, der GEDAN-Kunde konnte jedoch mittels Tasteneingabe an seinem Telefonapparat selbst bestimmen, ob ihn Anrufe direkt erreichen (GEDAN deaktiviert) oder umgeleitet werden (GEDAN aktiviert).
- Freie Wahl des Umleitungszieles (Betriebsart 3): Wie Betriebsart 2, jedoch kann der GEDAN-Kunde zusätzlich die Rufnummer des Umleitungszieles selbst programmieren.
- Betriebsart 4: Wie Betriebsart 3, jedoch benötigt der GEDAN-Kunde, wie bei Betriebsart 1, keinen Telefonanschluss.

Bis „GEDAN 2“ waren nur die Betriebsarten 1 bis 3 verfügbar, ab „GEDAN 3“ gab es zusätzlich die Betriebsart 4.

## Technik
GEDAN war modular aufgebaut und bestand aus einem Baugruppenträger und verschiedenen elektronischen Baugruppen. Der Baugruppenträger wurde bestückt mit zentralen Baugruppen für Stromversorgung und Ansage, sowie mit bis zu fünf GEDAN-Einheiten, jeweils bestehend aus „Anrufweiterschalter“ und „Verstärker“.
Der Verstärker verfügte über eine automatische Anpassung der Verstärkung zur Anhebung der Lautstärke bei fernen Verbindungen zur Einhaltung der Vorgaben des Dämpfungsplans des Fernsprechnetzes. Bei den GEDAN-Versionen 1 und 2 war die Verstärkung jedoch sprachrichtungsgesteuert, d. h. es wurde jeweils nur in die Richtung des gerade sprechenden Teilnehmers zum anderen Teilnehmer verstärkt; die Gegenrichtung wurde stark bedämpft. Somit war statt dem beim Telefonieren üblichen Gegensprechen nur Wechselsprechen möglich.

## Programmierung
Das GEDAN konnte auf verschiedene Weisen aktiviert und programmiert werden:
- Programmierung durch einen Techniker der Deutschen Bundespost mit dem sog. „Eingabegerät“ direkt an der Baugruppe „Anrufweiterschalter“. Bei der Betriebsart 1 war nur diese Programmierweise möglich.
- Selbstprogrammierung durch den GEDAN-Kunden
  - mit dem speziellen Telefon am eigenen Telefonanschluss oder
  - mit einem MFV-Sender (z. B. „TipSend“) oder einem PC mit Modem von einem beliebigen anderen Telefonanschluss aus. Zum Programmieren wurde die nur dem GEDAN-Kunden bekannte Rufnummer des „2. Amtsanschlusses“ angewählt.

Beispiele für Programmierungen:
- Eingabe der Rufnummer des Umleitungszieles: Hörer abheben *BRufnummer eingeben# Hörer auflegen
- Einschalten der Anrufweiterschaltung: Hörer abheben *A# Hörer auflegen
- Ausschalten der Anrufweiterschaltung: Hörer abheben *D# Hörer auflegen

## Endgeräte
Da die Anschlussleitung beim GEDAN-Kunden ein herkömmlicher Telefonanschluss war, waren prinzipiell alle damaligen analogen Apparate zum Telefonieren geeignet. Für die Aktivierung und Programmierung waren jedoch die Zusatztasten A, B, C und D erforderlich, so dass entsprechend ausgestattete Telefone eingesetzt wurden, z. B. „FeAp 80“ oder „FeAp 76“.
Alternativ wurde ein GEDAN Programmiersender verwendet.

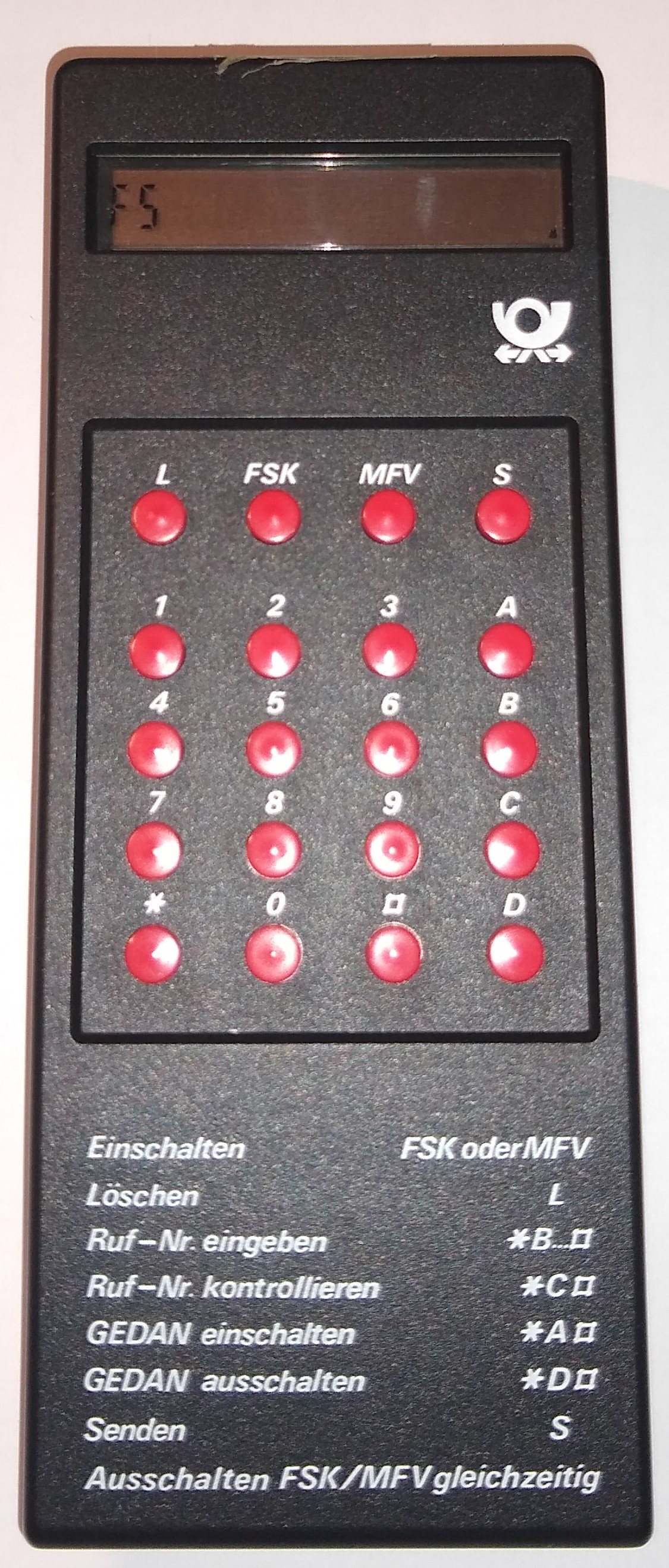
GEDAN Programmiersender